# Deux Grandes Filles dans un pyjama
Pour plus de détails, voir Fiche technique et Distribution.
Deux Grandes Filles dans un pyjama est un film français réalisé par Jean Girault, sorti en 1974.

## Synopsis
Deux hommes mariés, Jérôme et Lionel, se retrouvent seuls, dans leurs appartements parisiens, pendant les vacances de Pâques. L'un drague et l'autre pas. Après une virée, l'infidèle ramène chez lui deux jeunes étrangères. Mais sa femme revient à l'improviste et c'est la panique générale ! Il est obligé de loger la Suédoise et l'Anglaise chez son ami...  

## Fiche technique
- Titre français : Deux Grandes Filles dans un pyjama
- Réalisation : Jean Girault
- Scénario : Jean Girault et Jacques Vilfrid, d'après la pièce de Jacques Vilfrid
- Assistants : Tony Aboyantz, Emmanuel Fonlladosa
- Photographie : Guy Suzuki
- Montage : Armand Psenny
- Musique : Claude Bolling
- Sociétés de production : Société Nouvelle de Cinématographie (SNC), Story Films
- Sociétés de distribution : Société Nouvelle de Cinématographie (SNC)
- Pays de production :  France
- Format : couleur
- Genre : comédie
- Durée : 100 minutes (1 h 40)
- Date de sortie : 
  - France : 26 avril 1974

## Distribution
- Philippe Nicaud : Jérôme
- Jacques Jouanneau : Lionel
- Michel Galabru : Canavese
- Micheline Presle : Laurence
- Marcha Grant : Stéphanie
- Charlotte Kinberg : Ingrid
- Katia Tchenko : La fille envoyée par 'la maison de placement'
- Paul Mercey : Le chauffeur de taxi
- Philippe Castelli : L'avocat
- Nicole Chollet : La concierge
- Jean Abeillé : Un officiel de la prison (non crédité)